# Fremmedordbog
Fremmedordbog er en ordbog der lister og typisk forklarer fremmedord.
Der kan også være etymologisk information for opslagsordet og markering af udtale.
Visse fremmedordbøger har også omvendt indeks hvor man kan gå fra et opslag på et ikke-fremmedord til et fremmedord.
På dansk redigerede professor Ludvig Meyer en fremmedordbog i 1800-tallet.
Den 8. udgave fra 1924 er digitaliseret og gjort tilgængelig via hjemmesiden https://meyersfremmedordbog.dk.
Der er over 80.000 opslagsord.
En anden Meyer udgav også i 1800-tallet fremmedordbøger.
En tredje og forøget udgave udkom i 1882 på Jacob Erslevs Forlag.
Gyldendals Fremmedordbog udkom første gang i 1960.
Det var overlærer Sven Brüel der var hovedansvarlig for denne ordbog frem til sin død den 26. april 1981. 
I hans tid udkom fremmedordbogen i 8 udgaver. 
I 1983 var den nået frem til 9. udgave hvor Niels Åge Nielsen var hovedansvarlig.
Sammenlagt er udgaverne udkommet i flere hundredtusinde eksemplarer.
Den indgår i serien Gyldendals Røde Ordbøger.
En senest solgt bog indeholder 38.000 opslagsord.
Politikens Forlag har også udgivet fremmedordbøger.
Større end Gyldendals og Politikens fremmedordbøger var Munksgaards Forlags fremmedordbog.
Jørgen Bang var ansvarlig for denne ordbog og den udkom oprindeligt på Berlingske Forlag.
Siden dette forlag lukkede i 1982 udkom nye udgaver på Munksgaard Forlag.
Udgaven fra 1997 af Karl Hårbøl, Jørgen Schack og Henning Spang-Hanssen indeholdt også en omvendt ordbog.
Dansk Fremmedordbog udkommer nu fra Gyldendal. Over 1.328 sider har anden udgave 50.000 fremmedordsopslagsord og 20.000 opslagsord i den omvendte fremmedordbog.

## Fremmedordbøger
Eksempler på danske fremmedordbøger
- Fremmedordbog, Ludvig Meyer
  - Ludvig Beatus Meyer, red. (1884), Fremmedordbog eller kortfattet Lexikon over fremmede, i det danske Skrift- og Omgangs-Sprog forekommende Ord, Kunstudtryk og Talemaader, tilligemed de i danske Skrifter meest brugelige fremmede Ordforkortelser, København, Wikidata  Q84512948   1044-siders stor ordbog
- Fremmedordbog, M. Meyer
  - M. Meyer (1882), Fremmedordbog, København: Jacob Erslevs Forlag, Wikidata  Q59155323  466-siders stor ordbog.
- Gyldendals Fremmedordbog
  - Gyldendals Fremmedordbog, Gyldendals Røde Ordbøger, København: Gyldendal, 1983, ISBN 87-00-74371-2, Wikidata  Q94256302. 634 sider.
- Dansk Fremmedordbog
  - Dansk Fremmedordbog, København: Gyldendal, 16. maj 2001, ISBN 978-87-00-48822-9, Wikidata  Q97446235